# 서사천
서사천(西沙川)은 울산광역시 울주군 범서읍 서사리의 우리골에서 발원하여 남류하고, 정민농장 부근에서 남동류하다가, 중구 다운동에서 구룡천으로 흘러드는 강이다.